# Gilles Marotte
Gilles Marotte (né le 7 juin 1945 à Montréal, Québec, au Canada - mort le 26 juillet 2005 à Québec) est un joueur professionnel canadien de hockey sur glace qui évoluait au poste de défenseur.

## Biographie
Après avoir joué en junior avec les Bruins de Victoriaville dans la Ligue de hockey junior AAA du Québec puis les Flyers de Niagara Falls dans la Ligue de hockey de l'Ontario, il commence sa carrière professionnelle en 1965 avec les Bruins de Boston dans la Ligue nationale de hockey dont les Flyers sont le club école. Le 15 mai 1967, il est échangé par le nouveau directeur général des Bruins, Milt Schmidt ; en compagnie de Pit Martin et Jack Norris, il rejoint les Black Hawks de Chicago en retour de Ken Hodge, Fred Stanfield et Phil Esposito qui mène les Bruins vers le gain de la coupe Stanley en 1970 et 1972. Après les Bruins et les Black Hawks, il joue dans la LNH successivement avec les Kings de Los Angeles, les Rangers de New York et les Blues de Saint-Louis. Il termine sa carrière dans l'Association mondiale de hockey avec les Stingers de Cincinnati et les Racers d'Indianapolis.

## Statistiques
| Saison     | Équipe                  | Ligue      |     | Saison régulière | Saison régulière | Saison régulière | Saison régulière | Saison régulière |   | Séries éliminatoires | Séries éliminatoires | Séries éliminatoires | Séries éliminatoires | Séries éliminatoires |
| Saison     | Équipe                  | Ligue      | PJ  | B                | A                | Pts              | Pun              | PJ               | B | A                    | Pts                  | Pun                  |                      |                      |
| 1961-1962  | Bruins de Victoriaville | LHJAAAQ    | 43  | 15               | 28               | 43               |                  | 10               | 1 | 3                    | 4                    | 6                    |                      |                      |
| 1962-1963  | Bruins de Victoriaville | LHJAAAQ    | 52  | 15               | 25               | 37               |                  | 10               | 1 | 7                    | 8                    | 20                   |                      |                      |
| 1963-1964  | Flyers de Niagara Falls | AHO        | 56  | 12               | 34               | 46               | 160              | 4                | 0 | 0                    | 0                    | 9                    |                      |                      |
| 1963-1964  | Coupe Memorial          | -          | -   | -                | -                | -                | 13               | 4                | 9 | 13                   | 30                   |                      |                      |                      |
| 1964-1965  | Flyers de Niagara Falls | AHO        | 52  | 12               | 25               | 37               | 122              | 11               | 2 | 0                    | 2                    | 50                   |                      |                      |
| 1965-1966  | Flyers de Niagara Falls | AHO        | 13  | 2                | 20               | 22               | 52               | -                | - | -                    | -                    | -                    |                      |                      |
| 1965-1966  | Bruins de Boston        | LNH        | 51  | 3                | 17               | 20               | 52               | -                | - | -                    | -                    | -                    |                      |                      |
| 1966-1967  | Bruins de Boston        | LNH        | 67  | 7                | 8                | 15               | 112              | -                | - | -                    | -                    | -                    |                      |                      |
| 1967-1968  | Black Hawks de Chicago  | LNH        | 73  | 0                | 21               | 21               | 122              | 11               | 3 | 1                    | 4                    | 14                   |                      |                      |
| 1968-1969  | Black Hawks de Chicago  | LNH        | 68  | 5                | 29               | 34               | 120              | -                | - | -                    | -                    | -                    |                      |                      |
| 1969-1970  | Black Hawks de Chicago  | LNH        | 51  | 5                | 13               | 18               | 52               | -                | - | -                    | -                    | -                    |                      |                      |
| 1969-1970  | Kings de Los Angeles    | LNH        | 21  | 0                | 6                | 6                | 32               | -                | - | -                    | -                    | -                    |                      |                      |
| 1970-1971  | Kings de Los Angeles    | LNH        | 78  | 6                | 27               | 33               | 96               | -                | - | -                    | -                    | -                    |                      |                      |
| 1971-1972  | Kings de Los Angeles    | LNH        | 72  | 10               | 24               | 34               | 83               | -                | - | -                    | -                    | -                    |                      |                      |
| 1972-1973  | Kings de Los Angeles    | LNH        | 78  | 6                | 39               | 45               | 70               | -                | - | -                    | -                    | -                    |                      |                      |
| 1973-1974  | Kings de Los Angeles    | LNH        | 22  | 1                | 11               | 12               | 23               | -                | - | -                    | -                    | -                    |                      |                      |
| 1973-1974  | Rangers de New York     | LNH        | 46  | 2                | 17               | 19               | 28               | 12               | 0 | 1                    | 1                    | 6                    |                      |                      |
| 1974-1975  | Rangers de New York     | LNH        | 77  | 4                | 32               | 36               | 69               | 3                | 0 | 1                    | 1                    | 4                    |                      |                      |
| 1975-1976  | Rangers de New York     | LNH        | 57  | 4                | 17               | 21               | 34               | -                | - | -                    | -                    | -                    |                      |                      |
| 1976-1977  | Blues de Saint-Louis    | LNH        | 47  | 3                | 4                | 7                | 26               | 3                | 0 | 0                    | 0                    | 2                    |                      |                      |
| 1976-1977  | Blues de Kansas City    | LCH        | 26  | 1                | 10               | 11               | 46               | 7                | 2 | 0                    | 2                    | 2                    |                      |                      |
| 1977-1978  | Stingers de Cincinnati  | AMH        | 29  | 1                | 7                | 8                | 58               | -                | - | -                    | -                    | -                    |                      |                      |
| 1977-1978  | Racers d'Indianapolis   | AMH        | 44  | 2                | 13               | 15               | 18               | -                | - | -                    | -                    | -                    |                      |                      |
| Totaux AMH | Totaux AMH              | Totaux AMH | 73  | 3                | 20               | 23               | 76               |                  |   |                      |                      |                      |                      |                      |
| Totaux LNH | Totaux LNH              | Totaux LNH | 808 | 56               | 265              | 321              | 919              | 29               | 3 | 3                    | 6                    | 26                   |                      |                      |